# Патрік Берглунд
Патрік Берглунд (швед. Patrik Berglund; нар. 2 червня 1988, Вестерос, Швеція) — шведський хокеїст, центральний нападник. Виступає за «Сент-Луїс Блюз» у Національній хокейній лізі.
Вихованець хокейної школи ХК «Вестерос». Виступав за ХК «Вестерос», «Сент-Луїс Блюз».
В чемпіонатах НХЛ — 244 матчі (60+71), у турнірах Кубка Стенлі — 4 матчі (0+0).
У складі національної збірної Швеції учасник чемпіонатів світу 2009 і 2011 (16 матчів, 8+3). У складі молодіжної збірної Швеції учасник чемпіонатів світу 2007 і 2008. У складі юніорської збірної Швеції учасник чемпіонату світу 2006.
Досягнення
- Срібний призер чемпіонату світу (2011), бронзовий призер (2009).